# Antonio Cifaldi
Antonio Cifaldi (Benevento, 7 ottobre 1899 – 27 giugno 1967) è stato un politico italiano.

## Biografia
Lontano dalla politica durante il regime fascista, alla caduta di Mussolini entrò nel Partito democratico liberale, fondato da Raffaele De Caro, del quale fu uno dei più stretti collaboratori.
Svolse l'incarico di Commissario prefettizio del comune di Benevento, in sostituzione di Felice De Pasquale, dal 5 novembre 1943 al 16 marzo 1944, e di sindaco della città dal 17 marzo 1944 al 31 agosto 1945. Si trovò a gestire la difficile fase della ricostruzione, ma la sua amministrazione fu rovesciata dal voto contrario del Comitato di liberazione nazionale prima che il lavoro fosse portato a termine.
In seguito fu eletto deputato all'Assemblea Costituente, dove si batté per l'istituzione della regione Sannio, e deputato alla Camera nella I legislatura.
È stato Sottosegretario di Stato all'Assistenza postbellica nel I Governo De Gasperi, ed al Tesoro, con delega per i danni di guerra, nel IV e V Governo De Gasperi.
Era sposato con Clarice Bifani, a sua volta impegnata in politica, che fu consigliere comunale a Benevento negli anni '50.